# Дороти Бренър-Франсис
Дороти Бренър-Франсис (на английски: Dorothy Brenner Francis) е плодовита американска писателка на произведения в жанра любовен роман, романтичен трилър, криминален роман, уестърн, документалистика и детска литература. Писала е под псевдонимите Сю Алдън (Sue Alden), Пат Луис (Pat Louis) и Елън Гофорт (Ellen Goforth).

## Биография и творчество
Дороти Бренър-Франсис е родена на 30 ноември 1926 г. в Лорънс, Канзас, САЩ, в семейството на окръжния съдия Клейтън Бренър и Сесил Бренер. Отраства в съседния Олате. Получава през 1948 г. бакалавърска степен по музика от Канзанския университет.
След дипломирането си, в периода 1948 – 1950 г. работи като инструктор по група и вокал в Ориндж, Калифорния. На 30 август 1950 г. се омъжва за професионалния джаз саксофонист Ричард Франсис. Имат две деца – Лин Ан и Патриша.
В периода 1951 – 1952 г. работи като учител по музика в Кеш, Оклахома, а в периода 1961 – 1962 г. в Гилман, Айова. Била е учител по пиано и тромпет и директор на методистски прогимназиален хор. Работила е като учител по кореспонденция в Рединг Ридж, Конектикът. След раждането на първото си дете започва да пише текстове за песни и разкази за деца, които продава на списания. Разказът ѝ „When in Rome“ (Когато в Рим) печели награда „Дерингер“.
Първият ѝ роман „Adventure at Riverton Zoo“ (Приключение в зоопарка Ривъртън) е издаден през 1966 г. След него се насочва към писателската си кариера.
Детските ѝ книги се фокусират главно върху приключенски истории, докато книгите ѝ за юноши варират от любовни романи за първата любов до мистерии за криминални събития.
Дороти Бренър-Франсис живее със семейството си в Маршалтаун, Айова и във Флорида Кийс, Флорида.

## Произведения

### Самостоятелни романи
- New Boy in Town (1981)
- A New Dawn (1982)
- Say Please! (1982)
- The Ghost of Graydon Place (1983)
- Just Friends (1983)
- Kiss Me, Kit (1984)
- The Warning (1984)
- Magic Circle (1984)
- Bid For Romance (1985)
- Write On! (1985)
- Stop, Thief! (1986)
- Follow Your Heart (1986)
- Computer Crime (1987)
- Survival At Big Shark Key (1999)
- Borderland Horse (2001)
- Loess Hills Forever (2001)
- A Blue Ribbon for Marni (2001)
- Keys to Love (2002)
- The Spy Catchers (2002)
- Murder in Hawaii (2002)
- The Legacy of Merton Manor (2003)
- Nurse Under Fire (2003)
- Courage On the Oregon Trail (2003)
- The Magnificent Challenge (2004)
- Hawaiian Interlude (2004)
- Nurse at Playland Park (2005)
- Nurse On Assignment (2005)
- Nurse in the Caribbean (2006)
- Nurse of Spirit Lake (2007)

### Серия „Мистерии в Кий Уест“ (Key West Mystery)
1. Conch Shell Murder (2003)
2. Eden Palms Murder (2008)
3. Killer in Control (2011)
4. Daiquiri Dock Murder (2012)

### Серия „Кийли Морено“ (Keely Moreno)
1. Pier Pressure (2005)
2. Cold-Case Killer (2007)

### Серия „Спомени“ (Keepsake)
1. Right Kind of Girl (1987)
7. Vonnie and Monique (1987)
16. Special Girl (1981)
от серията има още 39 романа от различни автори

### Детско-юношеска литература
- Adventure at Riverton Zoo (1966)
- Mystery of the Forgotten Map (1968)
- Laugh at the Evil Eye, Messner (1970)
- Another Kind of Beauty, Criterion (1970)
- Hawaiian Interlude (1970)
- Studio Affair (1972)
- Nurse on Assignment (1972)
- A Blue Ribbon for Marni (1973)
- Nurse under Fire (1973)
- Nurse in the Caribbean (1973)
- Murder in Hawaii (1973)
- Nurse of the Keys (1974)
- Golden Girl(1974)
- Nurse of Spirit Lake (1975)
- Keys to Love (1975)
- The Flint Hills Foal (1976)
- Nurse at Playland Park (1976)
- The Legacy of Merton Manor (1976)
- Murder in the Balance (1976)
- Two against the Arctic (1977)
- Piggy Bank Minds and Other Object Lessons for Children (1977)
- Run of the Sea Witch (1978)
- Shoplifting: The Crime Everybody Pays For (1979)
- The Boy with the Blue Ears and Forty-nine Other Object Lessons for Children (1979)
- Special Girl (1981)
- Captain Morgana Mason (1982) – награда на Историческото общество на Флорида
- The Tomorrow Star (1986) – награда на Историческото общество на Флорида

#### Серия „Загадките на Коди Смит“ (Cody Smith Mystery)
1. Bigfoot in New York City? (1999)
2. The Case of the Bad-Luck Bike Ride Across Iowa (2000)
3. Jayhawk Horse Mystery (2000)
4. The Case of the Disappearing Kidnapper (2000)
5. The Case of the Missing Emeralds (2000)
6. Cody Smith and the Holiday Mysteries (2000)
7. Case of the Vanishing Cat (2001)

### Други по псевдоним
- The Magnificent Challenge (1976) – като Сю Алдън
- Nurse at St. John (1977) – като Сю Алдън
- Path of Desire, Silhouette (1980) – като Елън Гофорт
- Treasure of the Heart, Harlequin (1982) – като Пат Луис

### Документалистика
- Shoplifting (1979)
- Vandalism: The Crime of Immaturity (1983)
- Suicide (1989)
- Metal Detecting for Treasure (1992)
- Toy Deer of the Florida Keys (2000)
- Dolphins (2000)
- Sharks! (2000)
- The American Alligator (2001)
- Sea Turtles (2001)
- Clara Barton (2002)

### Издадени в България
- Съдбовният медальон, изд. „Атика“ (1992), прев. Мария Нейкова